# دی‌پی‌ام۳
دی‌پی‌ام۳ (به انگلیسی: DMP3) یکی از ژنهای انسان است.